# 岩村圭南
岩村 圭南（いわむら けいなん、1953年 - ）は、日本のコンテンツ・クリエイター、英語講師。
東京都出身。12歳の時にクリント・イーストウッドに憧れ、英語の道に進むきっかけをつかむ。上智大学文学部卒、ミシガン大学大学院修士課程修了。大学時代はハンドボール部に所属していた。専門は英語教授法。上智短期大学助教授を経て、コンテンツ・クリエイターとして独立し英語教材の監修などを行っている。NHKラジオ第2放送の各国語学講座の一つ「英会話レッツスピーク」→「徹底トレーニング英会話」→「英語5分間トレーニング」のシリーズで講師を担当。
「英語の筋肉を鍛える」というキャッチフレーズで、音読を重視し、リスナーに何度も繰り返し音読練習することを薦めている。
趣味は読書、映画鑑賞、コンピュータプログラミング(HTML/JavaScript/Java/Perl)。

## 主な著書
- 『英語をめぐる冒険』NHK出版
- 『NHK CD BOOK 英会話レッツスピーク 岩村式トレーニングブック 』NHK出版
- 『NHKラジオ英会話レッツスピークベストセレクション 』NHK出版
- 『岩村圭南の1分間イングリッシュ スピーキング編 』アルク
- 『コレ英語で言ってみよう!―岩村圭南のセンテンス・オブ・ザ・デイ 』アルク
- 『音読で英文法をモノにする本』アルク
- 『音読で英会話をモノにする本』アルク
- 『日常英会話5000』ジャパンタイムズ
- 『日常英会話モノローグ&ダイアローグ』ジャパンタイムズ